# Nazionale maschile under 23 di calcio del Giappone
La nazionale di calcio giapponese Under-23 è la rappresentativa calcistica Under-23 del Giappone ed è sotto il coordinamento della Japan Football Association.

## Partecipazioni ai tornei internazionali

### Giochi asiatici
| Anno | Luogo    | Piazzamento      | V | N | P | Gol  |
| ---- | -------- | ---------------- | - | - | - | ---- |
| 2002 | Pusan    | Argento          | 5 | 0 | 1 | 13:4 |
| 2006 | Doha     | Primo turno      | 2 | 0 | 1 | 5:4  |
| 2010 | Canton   | Oro              | 7 | 0 | 0 | 17:1 |
| 2014 | Incheon  | Quarti di finale | 3 | 0 | 2 | 10:5 |
| 2018 | Giacarta | Argento          | 5 | 0 | 2 | 10:4 |
| 2022 | Hangzhou | Argento          | 5 | 0 | 1 | 18:4 |

## Rosa attuale
Elenco dei giocatori convocati da Gō Ōiwa per la doppia sfida contro gli Stati Uniti del 7 e 11 giugno 2024.
Presenze e reti aggiornate all'11 giugno 2024.
| 1  | P | Leo Brian Kokubo      | 23 gennaio 2001   | 12 | -7 | Benfica            |  |  |
| 12 | P | Taishi Brandon Nozawa | 25 dicembre 2002  | 3  | -5 | FC Tokyo           |  |  |
| 23 | P | Zion Suzuki           | 21 agosto 2002    | 13 | -6 | Sint-Truiden       |  |  |
|    |   |                       |                   |    |    |                    |  |  |
| 24 | D | Kashif Bangnagande    | 24 settembre 2001 | 6  | 0  | FC Tokyo           |  |  |
| 5  | D | Anrie Chase           | 24 marzo 2004     | 8  | 0  | Stoccarda          |  |  |
| 2  | D | Riku Handa            | 1º gennaio 2002   | 17 | 0  | Gamba Osaka        |  |  |
| 3  | D | Ryūya Nishio          | 16 maggio 2001    | 15 | 0  | Cerezo Osaka       |  |  |
| 21 | D | Ayumu Ōhata           | 27 aprile 2001    | 11 | 0  | Urawa Reds         |  |  |
| 4  | D | Hiroki Sekine         | 11 agosto 2002    | 14 | 0  | Kashiwa Reysol     |  |  |
| 15 | D | Kaito Suzuki          | 25 agosto 2002    | 16 | 2  | Júbilo Iwata       |  |  |
| 22 | D | Kōta Takai            | 4 settembre 2004  | 8  | 0  | Kawasaki Frontale  |  |  |
| 16 | D | Takashi Uchino        | 7 marzo 2001      | 22 | 0  | Fortuna Düsseldorf |  |  |
|    |   |                       |                   |    |    |                    |  |  |
| 8  | C | Joel Chima Fujita     | 16 febbraio 2002  | 34 | 1  | Sint-Truiden       |  |  |
| 6  | C | Sōta Kawasaki         | 30 luglio 2001    | 16 | 1  | Kyoto Sanga        |  |  |
| 20 | C | Yū Hirakawa           | 3 gennaio 2001    | 12 | 1  | Machida Zelvia     |  |  |
| 17 | C | Kuryū Matsuki         | 30 aprile 2003    | 20 | 4  | FC Tokyo           |  |  |
| 25 | C | Yūta Matsumura        | 13 aprile 2001    | 16 | 3  | Kashima Antlers    |  |  |
| 14 | C | Shunsuke Mito         | 28 settembre 2002 | 15 | 2  | Sparta Rotterdam   |  |  |
| 18 | C | Kōki Saitō            | 10 agosto 2001    | 15 | 1  | Sparta Rotterdam   |  |  |
| 11 | C | Kōdai Sano            | 25 settembre 2003 | 1  | 0  | N.E.C.             |  |  |
| 10 | C | Kein Satō             | 11 luglio 2001    | 29 | 8  | Werder Brema II    |  |  |
| 7  | C | Rihito Yamamoto       | 12 dicembre 2001  | 27 | 2  | Sint-Truiden       |  |  |
|    |   |                       |                   |    |    |                    |  |  |
| 13 | A | Ryōtarō Araki         | 29 gennaio 2002   | 10 | 1  | FC Tokyo           |  |  |
| 9  | A | Shōta Fujio           | 2 maggio 2001     | 26 | 7  | Machida Zelvia     |  |  |
| 19 | A | Mao Hosoya            | 7 settembre 2001  | 27 | 14 | Kashiwa Reysol     |  |  |

## Staff tecnico
- Commissario Tecnico:  Gō Ōiwa[1]
- Vice-Allenatore:  Kenji Haneda
- Allenatore dei portieri:  Yukiya Hamano
- Preparatore:  Yoshiharu Yano